# يايثا (لاس بالماس)
بلدية يايثا (بالإسبانية: Yaiza) هي بلدية تقع في مقاطعة لاس بالماس التابعة لمنطقة جزر الكناري جنوب غرب إسبانيا.

## الديموغرافيا
بلغ عدد سكان بلدية يايثا 14.871 نسمة عام 2011 (وفقاً للمعهد الوطني للإحصاء الإسباني).
| 3.363 | 4.179 | 7.320 | 8.841 | 10.894 | 13.941 | 14.871 |